# Simon Heller
Simon Heller, född 1843, död 1922, var en österrikisk blindpedagog.
Heller blev 1873 föreståndare för det judiska blindinstitutet i Wien, där han under en lång följd av år framgångsrikt arbetade. Heller gjorde sig känd som blindpedagogisk författare, varvid han försökte ställa den del av pedagogiken på en fullt vetenskaplig grund. Särskilt märks hans forskningar rörande psykiska abnormiteter och uppfattningar med känselsinnet.